# خوسيه أوستاسيو ريفيرا
خوسيه أوستاوسيو ريفيرا سالاس (بالإسبانية: José Eustsio Rivera) ‏(19 فبراير/شباط 1888 - 1 ديسمبر/كانون الأوّل 1928) هوَ محامي وشاعر كولومبي عُرفَ بفضلِ أشعاره القوميّة.

## الحياة المُبكّرة

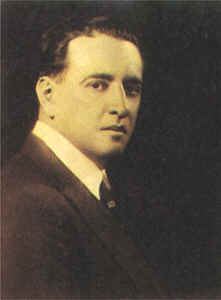
صورة خوسيه أوستاسيو ريفيرا

وُلدَ خوسيه أوستاسو ريفيرا في 19 فبراير/شباط عام 1888 في نجع قُربَ مدينة نيفا ثم انتقل في وقتٍ لاحقٍ بلدية مدينة سان ماتيو التي ستُسمّى فيما بعد باسمه. والدهُ هوَ أوستاسيو ريفيرا إسكوبار أمّا والدته فهيَ كاتالينا سالاس. خوسيه هوَ الولد الأوّل في الأسرة المكوّنة من 11 طفلًا وهو الخامس ترتيبًا في الولادة بعد أربع بنات.
على الرغم من الوضع الاقتصادي لعائلته؛ تلقى خوسيه تعليمًا كاثوليكيًا بفضل المساعدة التي تلقاها من أقاربه الآخرين وبفضلِ جهوده الخاصة. حضر خوسيه مدرسة سانتا ليبرادا نيفا ثمّ انتقلَ إلى مدرسة سان لويس غونزاغا في إلياس. حصلَ في عام 1906 على منحة دراسية لإكمال دراستهِ في المدارس العادية في بوغوتا. تخرّج في عام 1909 ثمّ انتقل مباشرة ألى إيباغيه حيث عملَ هناك كمفتش لمدرسة عموميّة. في عام 1912؛ التحق بكلية الحقوق والعلوم السياسية في جامعة كولومبيا الوطنية وتخرّج منهَا محاميًا في عام 1917.

## المسيرة المهنية
بعد محاولة فاشلة في انتخابهِ لمجلس الشيوخ؛ عُين خوسي كمراقب لتحديد الحدود مع فنزويلا. اكتسبَ حينها بعض الخبرة بسبب حصوله على فرصة السفر عبر الغابات والأنهار والجبال الكولومبيّة وزيارته لباقي دول أمريكا اللاتينيّة مما أتاح له خبرة في مواضيع سيكتبُ عنهَا لاحقًا. أُصيب بخيبة أمل بسبب افتقاره للموارد التي كانت تُقدمها له حكومة دولته فاستمرّ في السفر من تلقاء نفسه. عادّ في وقتٍ لاحق لذات اللجنة المُكلّفة بتحديد الحدود بين الدولتين سالفتين الذكر ثم ذهبَ للبرازيل وهناك قرّر تخصيص كامل وقته للكتابة والتأليف. كان خوسيه على دراية كاملة بالحياة في كولومبيا كما كات يعلمُ كلّ المشاكل التي قد تواجه الإنسان هناك ناهيك عن علمه في مواضيع الحدود مما مكّنه من كتابة كتاب حملَ عنوان دوامة وقد صدرَ عام 1924 ويُعتبر اليوم أحد أبرز الكتب في التاريخ الأدبي لأمريكا اللاتينيّة. حظي كتابه بشهرة كبيرة وإقبال كثيف من قِبل القُرّاء وبفضل هذا النّجاح انتُخب في عام 1925 كعضوٍ في لجنة التحقيق الخارجي. واصل في الوقت ذاتهِ نشر العديد من المقالات في الصحف المحليّة في كولومبيا حيثُ انتقد وجود الكثير منَ المخالفات في العقود الحكومية وندّد بالتخلي عن بعض المناطق في كولومبيا كما حاول لفت الانتباه إلى سوء معاملة العمال. دافع خوسيه علنًا في روايته عن بعض شعراء كولومبيا فيما انتقد آخرون وقد أسبه كل هذا شهرة منقطعة النظير في تلكَ الفترة.

## الموت
وصلَ ريفيرا إلى نيويورك في الأسبوع الأخير من نيسان/أبريل عام 1928 على أمل ترجمة روايته إلى اللغة الإنجليزية استعدادًا لنشرها في الولايات المتحدة وتحويلها إلى فيلم سينمائي بهدف تصدير الثقافة الكولومبية في الخارج. واجه المشروع بعض الصعوبات في بداية الأمر ثم ازدادت الصعوبات حينما تدهورت حاولة خوسيه الصحيّة فنُقل إلى عيادة مستشفى محلي في المنطقة ثمّ بقي هناك لأربعة أيام في غيبوبة حتى وفاته في الأول من ديسمبر/كانون الأول عام 1928. بعد وفاته؛ نُقلت جثته من قبل سفينة أمريكية من نيويورك إلى ميناء بارانكيا ثمّ نُقلت بعد ذلك إلى كاتدرائية القديس نيكولاس تولينتينو للصلاة عليها ومن ثم حُملَ نعشه إلى أسفل نهر ماجدالينا على مثنِ باخرة.

## روابط خارجية
- خوسيه أوستاسيو ريفيرا على موقع الموسوعة البريطانية (الإنجليزية)
- خوسيه أوستاسيو ريفيرا على موقع كينوبويسك (الروسية)